# Puig Bandera
El Puig Bandera és una muntanya de 576 metres que es troba al municipi de Canet d'Adri, a la comarca del Gironès.